# Douma (Tangaye)
Pour les articles homonymes, voir Douma (homonymie).
Douma est une commune rurale située dans le département de Tangaye de la province du Yatenga dans la région Nord au Burkina Faso.

## Géographie
Douma, l'un des principaux villages du département, se trouve à environ 25 km au nord-ouest de Tangaye, le chef-lieu du département, et à environ 40 km à l'ouest du centre de Ouahigouya.

## Histoire
L'électrification rurale du village est faite en 2007.
Depuis 2019, des groupes armés extérieurs ont réalisé à plusieurs reprises des menaces et intimidations sur la population de Douma. En juillet 2020, des attaques armées non identifiées ont eu lieu sur différents villages du secteur, dont Douma, entrainant le déplacement en urgence d'une partie de sa population vers Tangaye et Ouahigouya.

## Santé et éducation
Douma accueille un centre de santé et de promotion sociale (CSPS) tandis que le centre hospitalier régional (CHR) se trouve à Ouahigouya.
Le village possède une école primaire publique ainsi qu'un collège d'enseignement général (CEG) privé.